# Royal Automobile Club

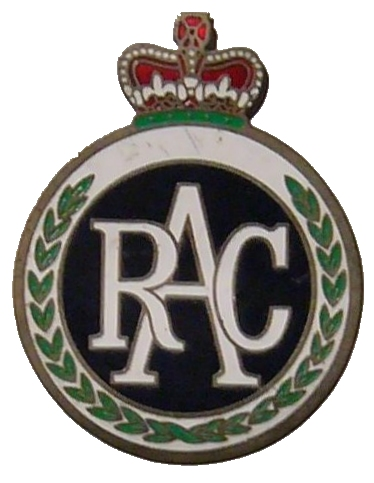
Das traditionsreiche Vereinsabzeichen des britischen Royal Automobile Club

Der Royal Automobile Club (RAC) ist ein britischer Verein mit Sitz in London, der auf das Jahr 1897 zurückgeht und bis heute fortbesteht. Der Verein und seine Mitglieder befassen sich schwerpunktmäßig mit unterschiedlichen Aspekten zum Thema Automobil, heute vor allem mit dem Automobil als Kulturgut sowie dem Motorsport mit historischen Fahrzeugen. Er ist die älteste und einflussreichste Autofahrerorganisation Großbritanniens. In seiner ursprünglichen Form ist er in Deutschland am ehesten mit dem Allgemeinen Deutschen Automobil-Club (ADAC) zu vergleichen.

## Geschichte

Ein Mors 10 h.p. Tonneau von 1901 aus dem Besitz des britischen Royal Automobile Club beim London to Brighton Veteran Car Run

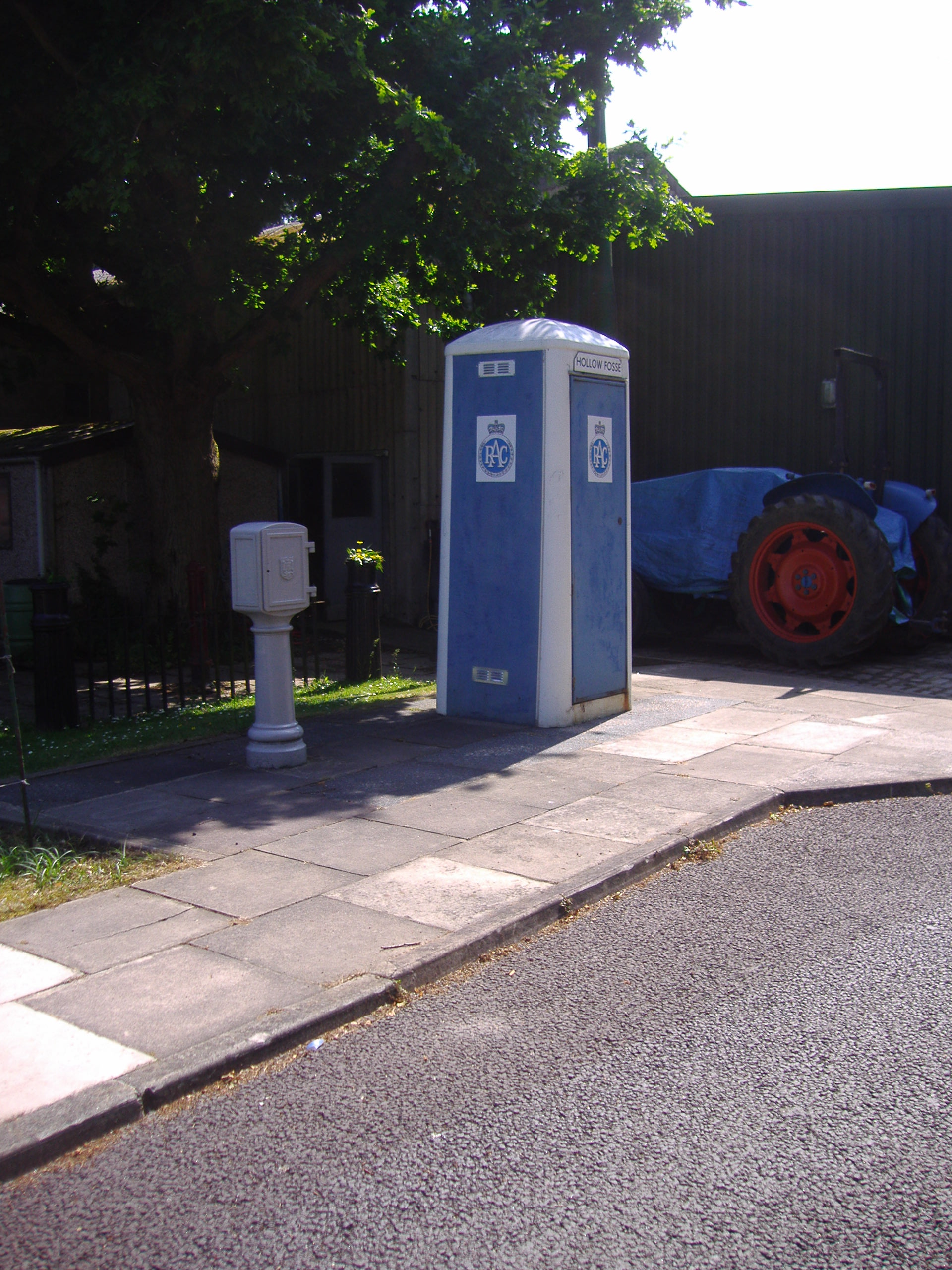
Eine verschließbare RAC-Notrufzelle im typischen Royal Blue in einem Verkehrsmuseum, durch einheitliche Schlüssel nur durch RAC-Mitglieder zu öffnen

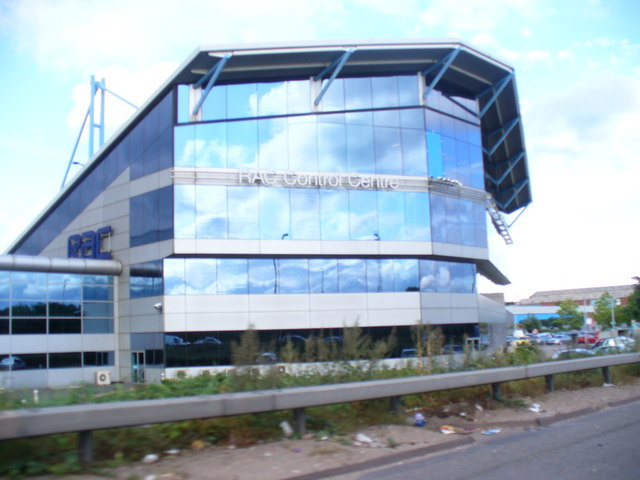
Die Glasfassade des RAC-Kontrollzentrums an der Autobahn M6

Der Royal Automobile Club geht auf das Jahr 1897 zurück. Der Industrielle und Automobilpionier Frederick Richard Simms gründete zunächst den British Motor Car Club und den Automobile Club of Great Britain and Ireland. Im Jahr 1907 „adelte“ König Edward VII. den Club per Dekret, der fortan den Namen Royal Automobile Club führte. Der RAC unterliegt damit den besonderen Regelungen der Royal Charter.
Das Ziel der Gründer war, das Autofahren in Großbritannien sowie die Stellung des Automobils in der britischen Gesellschaft zu fördern. Der Club vertrat nachdrücklich die Rechte und Interessen der britischen Autofahrer, so mit seinem Eintreten für eine Abschaffung des „Red Flag Act“ und weiterer hinderlicher Geschwindigkeitsbeschränkungen, so die bis 1903 gültige, ohnehin wenig beachtete Grenze von 14 Meilen pro Stunde außerhalb geschlossener Ortschaften. Ferner engagierte sich der Club für eine Vereinheitlichung von Verkehrszeichen und den Ausbau der Straßen, aber auch die Einführung von Führerscheinen zur Erhöhung der Verkehrssicherheit.
In den Anfängen war der Club eine elitäre Vereinigung zumeist aus Mitgliedern der britischen Oberschicht im Sinne eines Gentlemen’s Club. Seine Mitglieder hatten vielfach enge Kontakte bis in die obersten Schichten der Politik, der Wirtschaft und der Wissenschaft. Das spätere Gegenstück vorwiegend für die britische Mittelschicht und nachfolgend auch die Arbeiterklasse war die Automobile Association (AA); ihre Mitgliederzahl überstieg rasch die des RAC, jedoch erreichte die AA nie die gesellschaftliche, wissenschaftliche oder politische Bedeutung des RAC.
So war der RAC maßgeblich daran beteiligt, um 1906 eine Formel zur abstrakten Ermittlung der Motorleistung von Hubkolben-Verbrennungsmotoren zu entwickeln und vor allem zu etablieren, die als RAC Horsepower bekannt wurde; sie bildete von 1910 bis 1947 die Grundlage für die Kraftfahrzeugbesteuerung im Vereinigten Königreich Großbritannien und Irland sowie den Nachfolgestaaten. Ferner kümmerten sich der Royal Automobile Club und seine Vorläufer von Beginn der Motorisierung an um eine Qualitätskontrolle von Autowerkstätten; qualifizierte Werkstätten erhielten eine ausdrückliche Empfehlung des Clubs. Zeitweilig kooperierte der Verein mit der Motor Union, um einen landesweiten Werkstättenverbund zu gewährleisten. Ein anderes wichtiges Tätigkeitsfeld des Royal Automobile Club war die Unterhaltung eines umfassenden Netzwerks von Notrufsäulen und von motorisierten Pannenhelfern. Anfänglich nutzten sie einheitlich Motorräder der Marke Matchless mit Beiwagen. Um die 1930er-Jahre waren sie an öffentlichen Telefonzellen postiert, um erreichbar zu sein, ab 1957 waren sie mit Funk ausgestattet. Die Mitarbeiterzahl des Clubs war zeitweilig derart hoch, dass es für sie eine eigene Gewerkschaft gab, die Staff Association for Royal Automobile Club Employees.
Schon früh trat der Verein als Motorsportveranstalter auf, so 1900 beim 1000 Mile Trial und mit der RAC Tourist Trophy ab 1905, dem ältesten kontinuierlich ausgetragenen Automobilrennen. Der Club organisierte zahlreiche britische Grands Prix für Automobile, so den ersten Vorkriegs-GP in Brooklands 1926 und den ersten Nachkriegs-GP in Silverstone 1948.
Seit 1911 ist der Club in repräsentativen Gebäuden unter der Adresse 89–91 Pall Mall im vornehmen Londoner Stadtteil Mayfair ansässig, die zuvor Teil des britischen Kriegsministeriums waren. Davor nutzte der Club Nebengebäude an der Adresse 4 Whitehall Court im Regierungsviertel Westminster sowie ab 1902 unter 119 Piccadilly.
Von Beginn an genossen der Verein und seine Vorläufer im In- und Ausland hohes Ansehen und galten dies- und jenseits des Atlantiks als neutrale, objektive Instanz für die Begutachtung aller automobiltechnischer Fragen. So initiierte der angesehene Automobilhändler Fred Bennett, damals Repräsentant von Cadillac in Großbritannien und Kontinentaleuropa, mit Journalisten einen großangelegten aufwendigen Vergleich des Einzylinder-Cadillac mit beliebigen Konkurrenten; den Test, der über Tage große öffentliche Aufmerksamkeit erzielte, führte die Fachzeitschrift „The Motor“ unter der strengen Aufsicht und nach den Vorgaben des RAC aus. Weitere Aufträge für Sachverständigengutachten und Zertifizierungen folgten.
In den 1950er- und 1960er-Jahren war der Verein neben der US-amerikanischen American Automobile Association (AAA) maßgeblich daran beteiligt, dass in Nassau auf den Bahamas zahlreiche hochkarätige Rennsportveranstaltungen organisiert werden konnten.
Im Jahr 1999 gab es umfassende strukturelle Veränderungen: Der gesamte Dienstleistungsbereich mit Pannenhilfe und Versicherungen wurde in ein rechtlich selbständiges Unternehmen ausgegliedert, die RAC Limited mit Sitz in Walsall in den West Midlands und einem Tätigkeitsgebiet, das neben Großbritannien weiter auch die Republik Irland umfasst. Bereits 1978 hatte sie als R.A.C. Motoring Services Limited eine weitgehende rechtliche Eigenständigkeit erhalten. Um zukünftige professionelle Motorsportveranstaltungen im Vereinigten Königreich zu organisieren, wurde eine neue Institution gegründet, die Motor Sports Association (MSA); beim RAC verblieben insbesondere Veranstaltungen aus dem Bereich des historischen Motorsports. Bis heute besitzt der Verein auch eine Auswahl automobilhistorisch bedeutsamer Fahrzeuge.
Trotz der Bezeichnung Gentlemen’s Club können seit längerem auch Frauen reguläres Mitglied werden, auch wenn sie zahlenmäßig deutlich in der Minderheit sind. Öffentlich nennt der RAC weder Mitgliedszahlen noch Einzelheiten zu den Bedingungen der Mitgliedschaft. Für 2009 soll der reguläre jährliche Mitgliedsbeitrag bei 1125 Pfund Sterling und die reguläre Aufnahmegebühr bei 1600 Pfund gelegen haben, wobei jüngere Mitglieder deutliche Nachlässe beanspruchen können.
Auf das aktuelle Geschehen nimmt der Club weiterhin über die MSA Einfluss sowie als Mitglied der Fédération Internationale de l’Automobile (FIA) und mit der Stiftung RAC Foundation.
Ähnlich alte Automobilclubs bestehen oder bestanden in Italien mit dem Automobile Club d’Italia, dem Kaiserlichen Automobil-Club in Deutschland, in Belgien dem Royal Automobile Club de Belgique, dem Österreichischen Automobil Club sowie dem Automobile Club of Canada.

## Der RAC heute

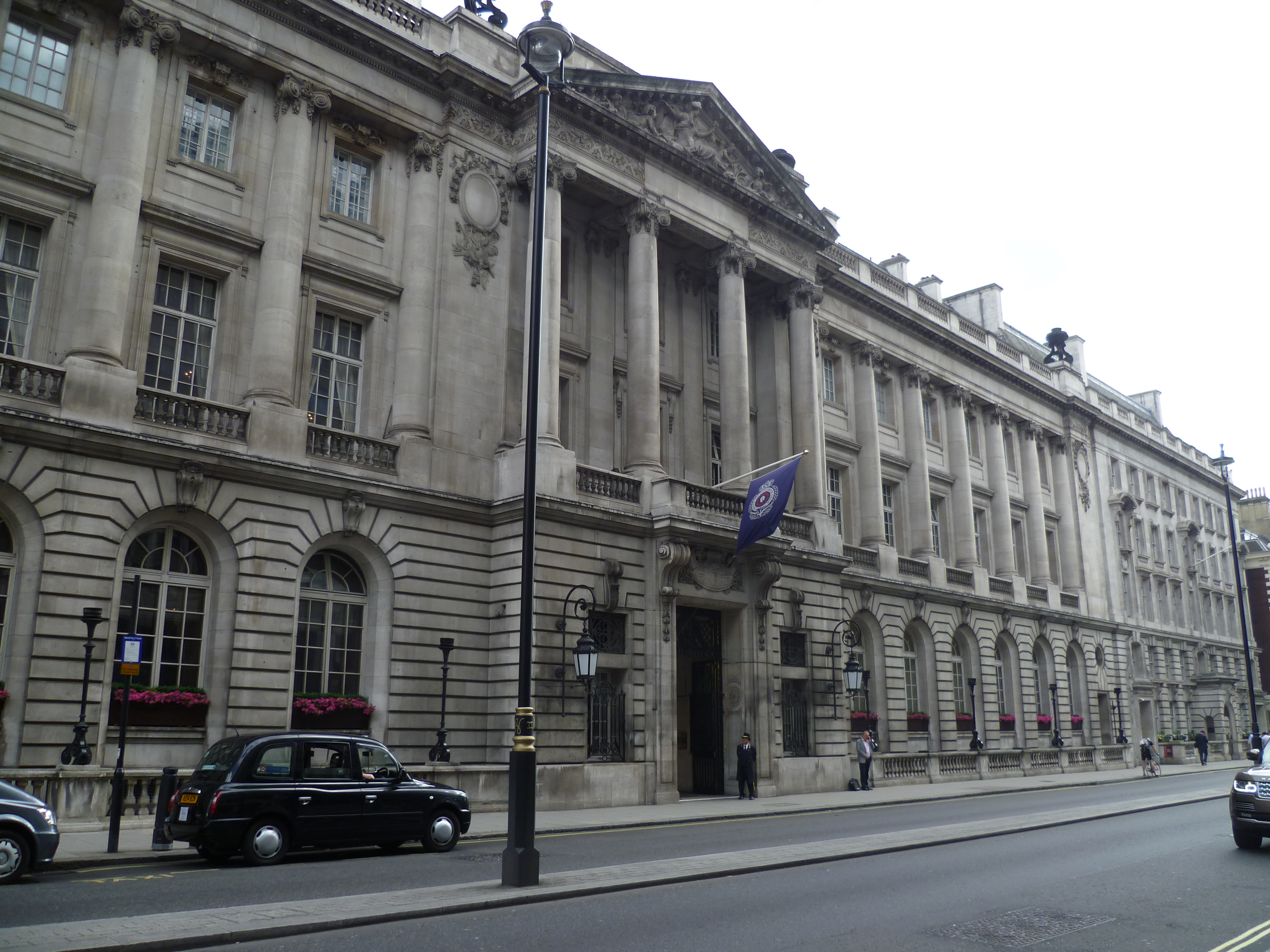
Die repräsentative Front des Londoner RAC-Clubhauses an der Pall Mall

Der Royal Automobile Club ist heute einer der vornehmsten Londoner Clubs; er ist als Verein organisiert und erfordert eine persönliche Mitgliedschaft, wobei je nach Anlass Gäste zugelassen sind. Das Clubleben ist bis heute durch eine über hundertjährige Tradition, zwei besondere Vereinshäuser sowie durch Luxus und ein umfangreiches Serviceangebot gekennzeichnet. Mitglieder haben freien Zutritt zu den Clubhäusern an der Pall Mall in London sowie im Woodcote Park in der Grafschaft Surrey. Im Mittelpunkt des Vereinslebens stehen die Kontakte mit anderen Clubmitgliedern, ein umfangreiches Veranstaltungsprogramm sowie ein breitgefächertes Angebot für sportliche und andere Aktivitäten. Mitunter ist eine vorherige Reservierung erforderlich und eine Kleiderordnung einzuhalten. Die Mitgliedschaft im RAC gewährt auf Gegenseitigkeit Zutritt zu über sechzig Clubs weltweit. Entsprechend der Tradition finden auf beiden Vereinsgeländen weiterhin ganzjährig Automobilveranstaltungen und -neuvorstellungen statt. Auch verleiht der RAC weiterhin traditionsreiche Trophäen und Auszeichnungen. Gelegentlich werden in den Vereinsräumen auch Supersportwagen, hochwertige Oldtimer oder Formel-1-Rennwagen ausgestellt.
Im Londoner Hauptgebäude baut der RAC schrittweise und ausgehend von der umfangreichen Bibliothek ein umfassendes automobilhistorisches Archiv auf. Der Club unterstützt Aktivitäten von Frauen im Motorsport, Buchpublikationen mit einem automobilen Bezug sowie – in Zusammenarbeit mit dem Royal College of Art (RCA) – junge Automobildesigner. Vereinsvorsitzender ist 2016 Tom Purvis.

### Das RAC-Clubhaus an der Pall Mall in London

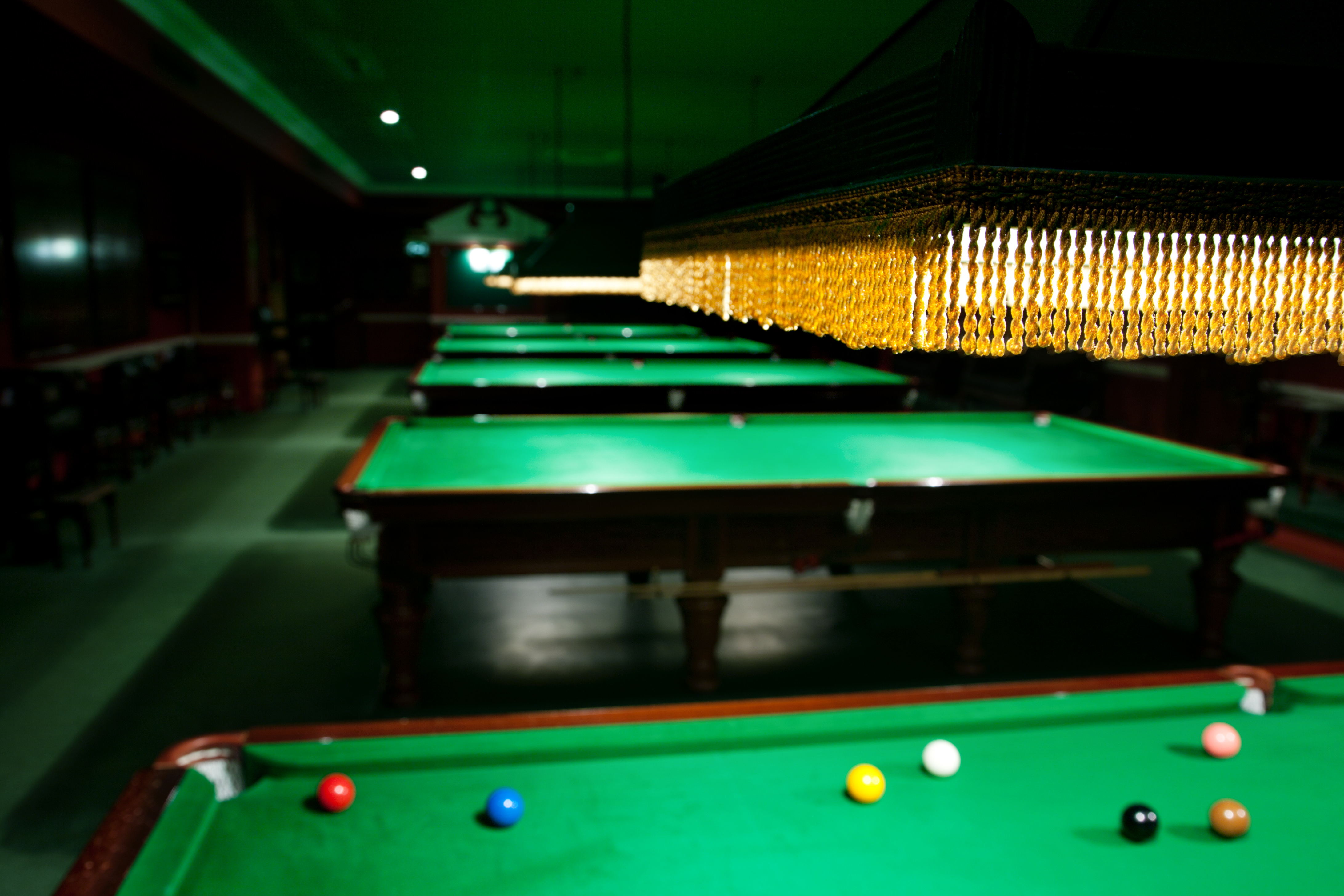
Der Billardsaal im Londoner RAC-Clubhaus, 2010

Das Hauptgebäude des RAC liegt im Zentrum Londons im vornehmen Stadtteil Mayfair nahe dem St. James’s Park und dem historischen Regierungsviertel. Es umfasst Veranstaltungssäle, Salons, gehobene, ganztägige Gastronomie mit mehreren Restaurants, Lounges und Bars sowie verschiedene Sportstätten einschließlich eines stilvollen Schwimmbades mit Marmorsäulen. Neben einem Fitnessstudio existieren Squash-Courts, ein Billardsaal, ein Türkisches Bad und Entspannungsräume. Für auswärtige Mitglieder stehen 106 Betten zur Verfügung. Die Ausstattung der Räume ist teils opulent, teils im Art-Déco-Stil; zu besichtigen ist auch eine Sammlung von Gemälden aus verschiedenen Epochen.
In unmittelbarer Nähe zum RAC befinden sich bis heute weitere Gentlemen’s Clubs an der Pall Mall, so der Army and Navy Club („The Rag“), The Athenaeum, der Oxford and Cambridge Club, der Reform Club und der Travellers Club, bis 1941 auch der Carlton Club.

### Das RAC-Clubhaus im Woodcote Park
Das zweite Clubhaus liegt an der Wilmerhatch Lane in den Epsom Downs in der Grafschaft Surrey im Umland südlich von London inmitten einer rund 142 Hektar großen Parklandschaft. Das dortige Vereinsgelände umfasst zwei 18-Loch-Golfplätze und viele weitere Sportstätten, einen Billardsaal, gehobene Gastronomie mit mehreren Restaurants, Lounges und Bars sowie Veranstaltungssäle und Salons. Der separate Sportkomplex Cedars bietet ein Schwimmbad, Squash- und Tennisplätze, Räume zur Entspannung und ein Fitnessstudio. Für Übernachtungen stehen 22 Schlafzimmer im Landhausstil zur Verfügung.

## Bedeutende Motorsportveranstaltungen des RAC

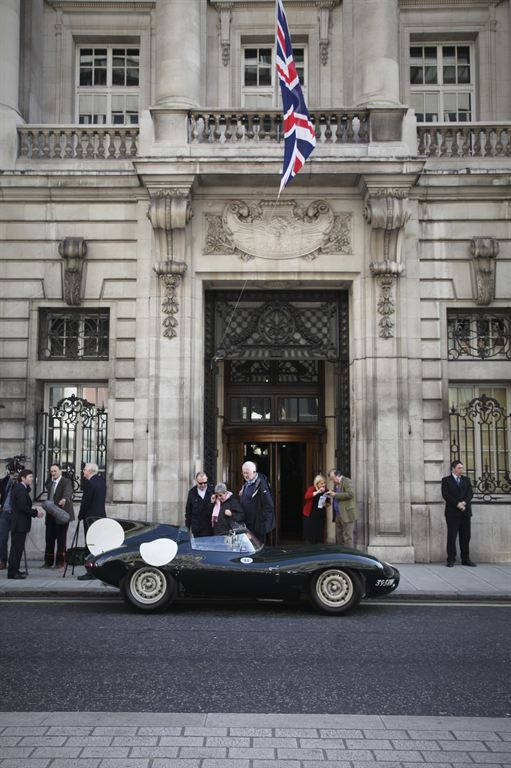
Ein Jaguar D-Type vor dem Haupteingang des Londoner RAC-Clubhauses anlässlich des Jaguar Heritage Racing

In Anlehnung an die Ursprungsveranstaltung von 1900 organisiert der RAC inzwischen wieder den 1000 Mile Trial, nun für historische Automobile; 2015 erhielt der Club dafür zum zweiten Mal in Folge die Auszeichnung Rally of the Year im Rahmen der International Historic Motoring Awards. Eine weitere traditionsreiche Veranstaltung ist der alljährliche London to Brighton Veteran Car Run für Kraftfahrzeuge, die vor 1905 gebaut wurden.
Bis 1997 richtete der Royal Automobile Club über Jahrzehnte die Rallye Großbritannien unter dem Namen RAC Rally aus, viele Jahre mit dem Status eines Laufs der Rallye-Weltmeisterschaft. Für Sportwagen gab es über Jahrzehnte die vom Royal Automobile Club veranstaltete RAC Tourist Trophy; sie diente ab 1906 als Nachfolger des Gordon-Bennett-Cups, fand auf wechselnden Rennstrecken statt und hatte über viele Jahre den Status eines Laufs zur Sportwagen-Weltmeisterschaft.
In den Anfängen des Motorsports richtete der Royal Automobile Club auch die Speed Trials aus, mehrtägige Hochgeschwindigkeits- und Rekordfahrten, so auf den Pendine Sands, einem kilometerlangen Strandabschnitt an der walisischen Küste. Als Nachwirkung der Kolonialzeit liefen die zwölf Rennen des Großen Preises von Südafrika bis 1966 unter der offiziellen Bezeichnung International RAC Grand Prix of South Africa.

## Auswahl von Personen mit Bezug zum RAC

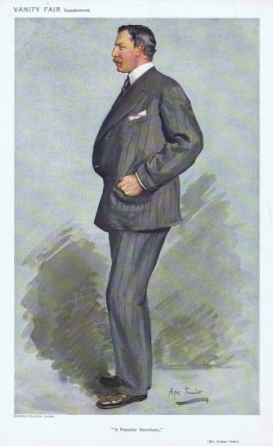
Julian Orde, der damalige, beliebte RAC-Generalsekretär, in der Zeitschrift Vanity Fair 1911

- Frederick Richard Simms: Industrieller und Automobilpionier, Initiator und Gründer des RAC
- Henry Jervis Mulliner: Begründer des Karosseriebauunternehmens H. J. Mulliner & Co. in Mayfair, London, bis zu seinem Tod 1967 das letzte überlebende Gründungsmitglied des RAC
- James O’Hara Murray: Maschinenbauingenieur und Tennisspieler, Mitglied des RAC und der Institution of Mechanical Engineers
- Frederick Gordon-Lennox, 9. Duke of Richmond: Adliger und Motorsportler, Begründer des Goodwood Circuit, langjähriger Vizepräsident des RAC
- Wilfred Andrews: langjähriger Präsident des RAC, Ehrenstarter für das 24-Stunden-Rennen von Le Mans 1952
- Gamal El-Din Ahmed Mokhtar: Ägypter, Kanzler der Arab Academy for Science, Technology and Maritime Transport, Mitglied des RAC
- Greville Janner, Baron Janner of Braunstone: britischer Unterhaus-Abgeordneter, Rechtsanwalt und Autor, Kronanwalt und mehrjähriger Rechtsvertreter des RAC
- Peter Imbert, Baron Imbert: Mitglied des britischen Oberhauses, mehrjähriges Mitglied im Komitee für Öffentlichkeitsarbeit des RAC
- Franz von Däniken: Schweizer Jurist und Diplomat, Mitglied des RAC
- Piers Wedgwood, 4. Baron Wedgwood: britischer Unternehmer und Politiker, Mitglied des RAC

## Aus dem britischen RAC hervorgegangene Organisationen

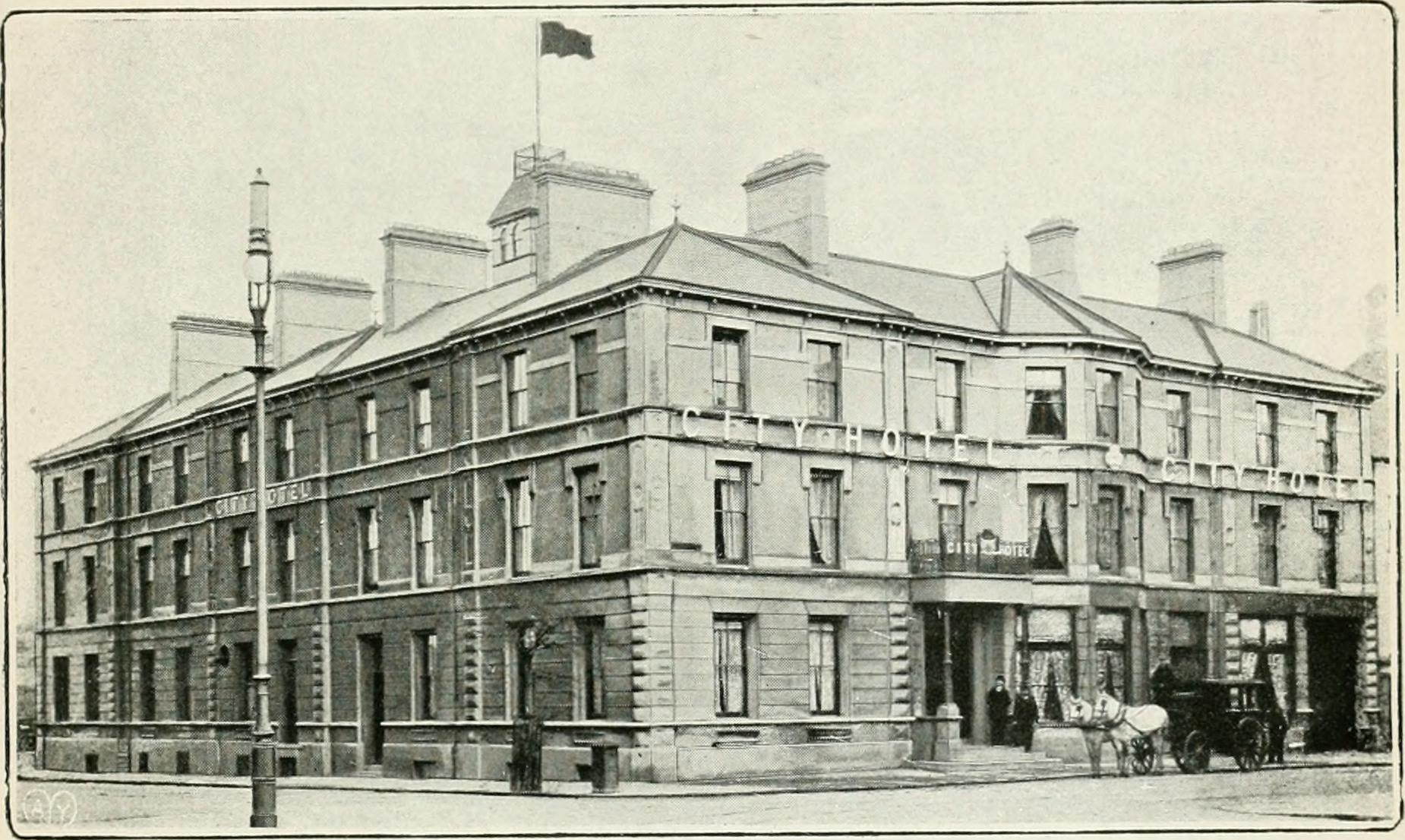
Der repräsentative Hauptsitz des RAC in Irland 1908

Bei seiner Gründung war der Royal Automobile Club primär im Vereinigten Königreich Großbritannien und Irland tätig, hatte aber auch Kontakte in die einzelnen Kolonien und später zu den Mitgliedsstaaten des Commonwealth. Schon in der Kolonialzeit existierten Unterorganisationen des britischen RAC in mehreren britischen Kolonien.
Als die Kolonien nach und nach ihre Unabhängigkeit erlangten, entstanden zahlreiche rechtlich und organisatorisch eigenständige Royal Automobile Clubs. Der bedeutendste ist bis heute der Royal Automobile Club of Australia (Raca) mit seinen Unterorganisationen Royal Automobile Club of Queensland (RACQ), Royal Automobile Club of Tasmania (RACT), Royal Automobile Club of Victoria (RACV) und Royal Automobile Club of Western Australia.
Bekannt sind daneben der 1924 in Ägypten gegründete Royal Automobile Club of Egypt, der jedoch unter diesem Namen heute nicht mehr besteht, und der jordanische Royal Automobile Club of Jordan. Schon in den 1930er-Jahren bestand ebenfalls der südafrikanische Royal Automobile Club of South Africa.
Völlig eigenständig, jedoch nach dem Vorbild des britischen Clubs entstanden dagegen der belgische Royal Automobile Club of Belgium und der schwedische Kungliga Automobilklubben (KAK), der mitunter auch als Royal Automobile Club of Sweden auftritt.

## Veröffentlichungen des RAC
Über mehrere Jahre gaben der britische RAC und seine Vorgängervereinigungen regelmäßig ein eigenes Jahrbuch als Druckwerk heraus, das Royal Automobile Club Yearbook. Es befasste sich mit unterschiedlichsten Automobilthemen und erschien mindestens seit 1904, selbst in den Kriegsjahren 1914 bis 1917. Die Jahrbücher sind heute wichtige Quellen zur vornehmlich britischen Automobilgeschichte.
Aus Anlass des 50-jährigen Club-Jubiläums gab der Royal Automobile Club 1947 ein Buch mit dem Titel The Jubilee Book of the Royal Automobile Club, 1897–1947 heraus. Weitere bekannte Veröffentlichungen des Clubs waren das Handbuch Royal Automobile Club Guide and Handbook aus den 1930er- und 1940er-Jahren sowie die Reiseführerreihen Royal Automobile Club: Going Places, Royal Automobile Club: Touring Department Trips und Royal Automobile Club Tours in …. Daneben gab der Club den Camping and Caravaning Guide and Atlas of Europe, diverse Stadtpläne und noch in den 1990er-Jahren den RAC Motoring Atlas: Great Britain & Ireland heraus.